# Far Far Away Idol
Far Far Away Idol is een korte Amerikaanse direct-naar-dvd-film geregisseerd door Simon J. Smith. De film duurt 6 minuten. Het is de derde korte film van de shrek-franchise. Hij verscheen voor het eerst op 5 november 2004 op de dvd van Shrek 2.

## Geschiedenis
De film werd geproduceerd door DreamWorks Animation. Het is tevens een parodie op American Idol met jurylid Simon Cowell uit die serie, die hierin zichzelf speelt. De andere hoofdrollen werden vertolkt door Mike Myers, Cameron Diaz, Eddie Murphy en Antonio Banderas.
De film is net als American Idol een soort talentenwedstrijd tussen de personages van de mediafranchise in het fictieve land Far Far Away uit deze franchise. De korte film heeft vier alternatieve einden, daar de kijker van de dvd mocht meestemmen als jurylid, en er was tevens in 2004 een online wedstrijd waarbij alle geregistreerde kijkers hun stem konden uitbrengen op de website van DreamWorks om de uiteindelijke kampioen te bepalen.

## Plot
Dit speelt zich af vlak na het einde van Shrek 2. Hier feesten de hoofdpersonages en de stadsbewoners op en rond een podium zoals in die film. Donkey en de gelaarsde kat zijn net klaar met opnieuw Livin' la Vida Loca te zingen. Het is laat en zowat iedereen is al weg. Shrek en Fiona naderen terwijl Gingy de Peperkoeken man kritiek geeft op Donkey en de kat hun zangkunsten. Fiona sust dat echter door te zeggen dat niet slecht zijn. De kat en donkey beschouwen dit als een uitdaging. Simon Cowell komt net aangelopen en vindt dit een goed idee. Shrek besluit om een wedstrijd te houden vergelijkbaar met een talentenjacht. Zijn vrienden nemen massaal deel aan de wedstrijd. Shrek, Fiona en Simon zijn de jury en de Toverspiegel is de presentator.
Donkey begint met Disco Inferno. Ironisch genoeg maakt zijn vrouw (de draak) de act spannender door vlammen over het podium te spuwen. Hierdoor vat Donkey zijn staart per ongeluk vlam. Pinokkio doet hierna Mr. Roboto. Vervolgens zingt stiefzus Doris Girls Just Want to Have Fun. De Grote Boze Wolf zingt vervolgens Hungry Like the Wolf met de 3 biggetjes als achtergrondzangers, maar de 3 biggetjes rennen bang weg tijdens de act. Simon is zowat de hele tijd negatief, maar Shrek en Fiona lijken het allemaal goed te vinden. Prince Charming doet daarna een poging met I'm Too Sexy, maar valt door een valluik. De drie blinde muizen zingen daarna I Can See Clearly Now, maar verpesten de act door tegen elkaar te lopen. Gingy zingt daarna Sugar, Sugar en Kapitein haak zingt erna Hooked on a Feeling. Simon vindt het echter maar allemaal niks. Vervolgens zingt de gelaarsde kat These Boots Are Made for Walkin'. Hiermee zijn alle kandidaten geweest. Simon heeft geen flauw benul wat hij erger vindt en hoe de jury daaruit een winnaar moet kiezen. Hij kijkt vervolgens naar de andere juryleden Shrek en Fiona. Hun stoelen zijn echter leeg. Ze zijn zelf het podium opgegaan en zingen samen What I Like About You.
Hierna volgen er vier alternatieve einden, waarbij Simon de enveloppe met de naam van de winnaar krijgt. Dit papier krijgt de kijker nooit te zien, maar Simon leest het voor.
- Alternatief einde 1: Donkey wint en zingt opnieuw Disco Inferno. Hij vliegt ditmaal niet in brand.
- Alternatief einde 2: De gelaarsde kat wint en zingt opnieuw These Boots Are Made for Walkin'.
- Alternatief einde 3: Shrek en Fiona winnen en zingen opnieuw What I Like About You.
- Alternatief einde 4: Geen van de voorgaande kandidaten wint en Simon vindt het belachelijk. Hierdoor roept hij zichzelf uit als winnaar en zingt hij My Way.

## Rolverdeling
| Personage                                                | Engelse stem                             | Nederlandse stem                                              |
| -------------------------------------------------------- | ---------------------------------------- | ------------------------------------------------------------- |
| Shrek de oger                                            | Mike Myers Michael Gough (zangstem)      | Peter Blok Huub Dikstaal (tweede nasynchronisatie)            |
| Princess Fiona (Prinses Fiona)                           | Cameron Diaz Renee Sandstrom (zangstem)  | Melise de Winter Jannemien Cnossen (tweede nasynchronisatie)  |
| Donkey (Ezel)                                            | Eddie Murphy                             | Carlo Boszhard Sander van Amsterdam (tweede nasynchronisatie) |
| Puss in Boots (De Gelaarsde Kat)                         | Antonio Banderas                         | Fred Meijer Erik van der Horst (tweede nasynchronisatie)      |
| Simon Cowell                                             | Simon Cowell Rick Riso (zangstem)        | Fred Butter Wiebe-Pier Cnossen (tweede nasynchronisatie)      |
| The Magic Mirror (De Magische Spiegel)                   | Chris Miller                             | Fred Meijer Paul Donkers (tweede nasynchronisatie)            |
| Doris the Ugly Stepsister (Doris de Lelijke Stiefzuster) | Larry King                               | Daan van Rijssel (tweede nasynchronisatie)                    |
| Pinocchio (Pinokkio)                                     | Cody Cameron                             | Stan Limburg                                                  |
| The Three Little Pigs (De Drie Biggetjes)                | Cody Cameron                             | Olaf Wijnants                                                 |
| Gingerbread Man (Peperkoekmannetje)                      | Conrad Vernon James McDonough (zangstem) | Stan Limburg                                                  |
| The Big Bad Wolf (De Grote Boze Wolf)                    | Aron Warner                              | Pim Koopman Has Drijver (tweede nasynchronisatie)             |
| Prince Charming (Droomprins)                             | Randy Crenshaw                           | Tony Neef Louis van Beek (tweede nasynchronisatie)            |
| The Three Blind Mice (De Drie Blinde Muizen)             | Randy Crenshaw                           | Rolf Koster (tweede nasynchronisatie)                         |
| Captain Hook (Kapitein Haak)                             | Matt Mahaffey                            | Has Drijver (tweede nasynchronisatie)                         |
| Tinkerbell                                               |                                          | Pip Pellens (tweede nasynchronisatie)                         |

De tweede Nederlandse nasynchronisatie is geregisseerd door Stephan Holwerda, en vertaald door Vivianne van den Boom.